# Reformierte Kirche Masein

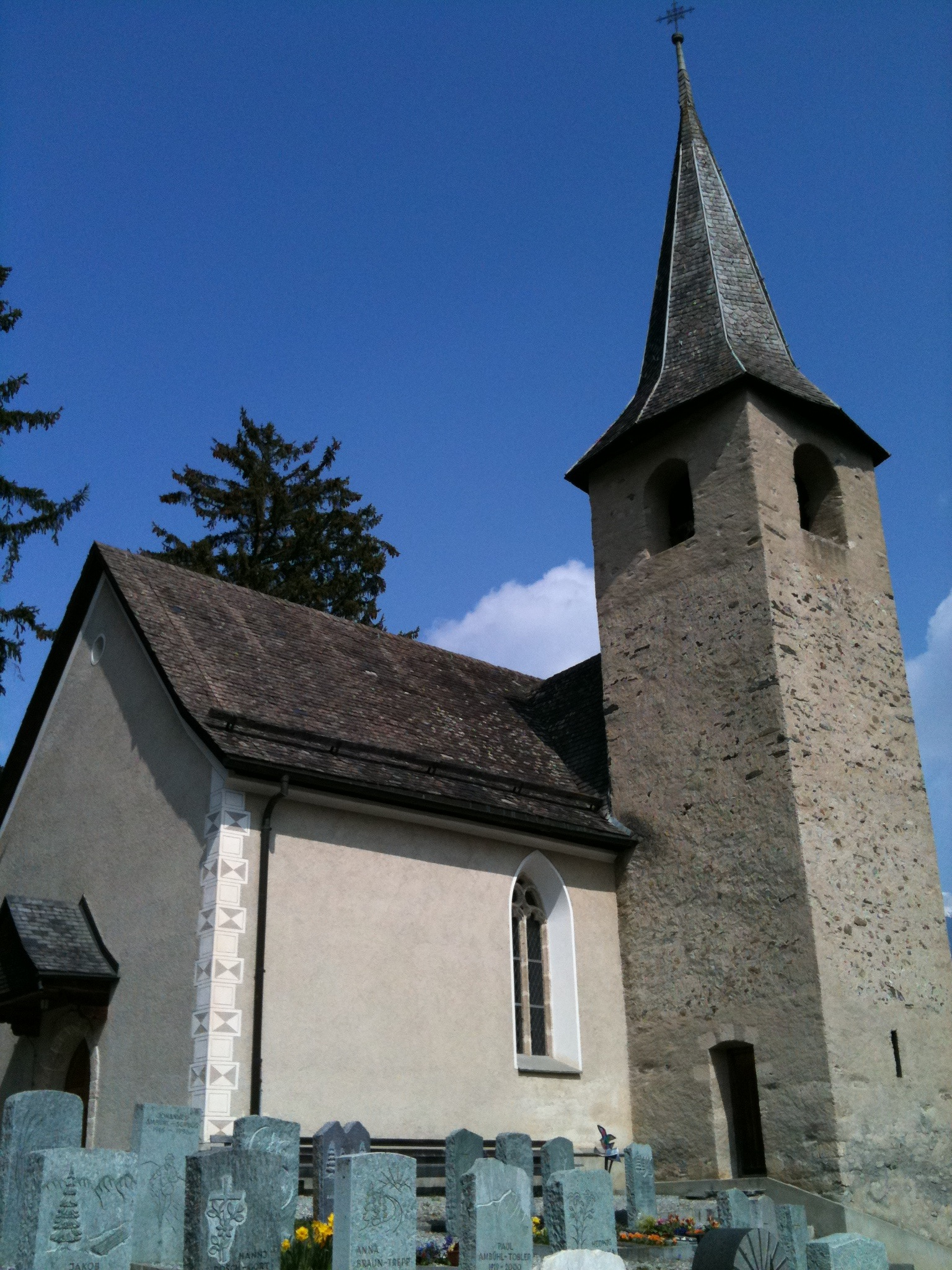
Reformierte Kirche Masein

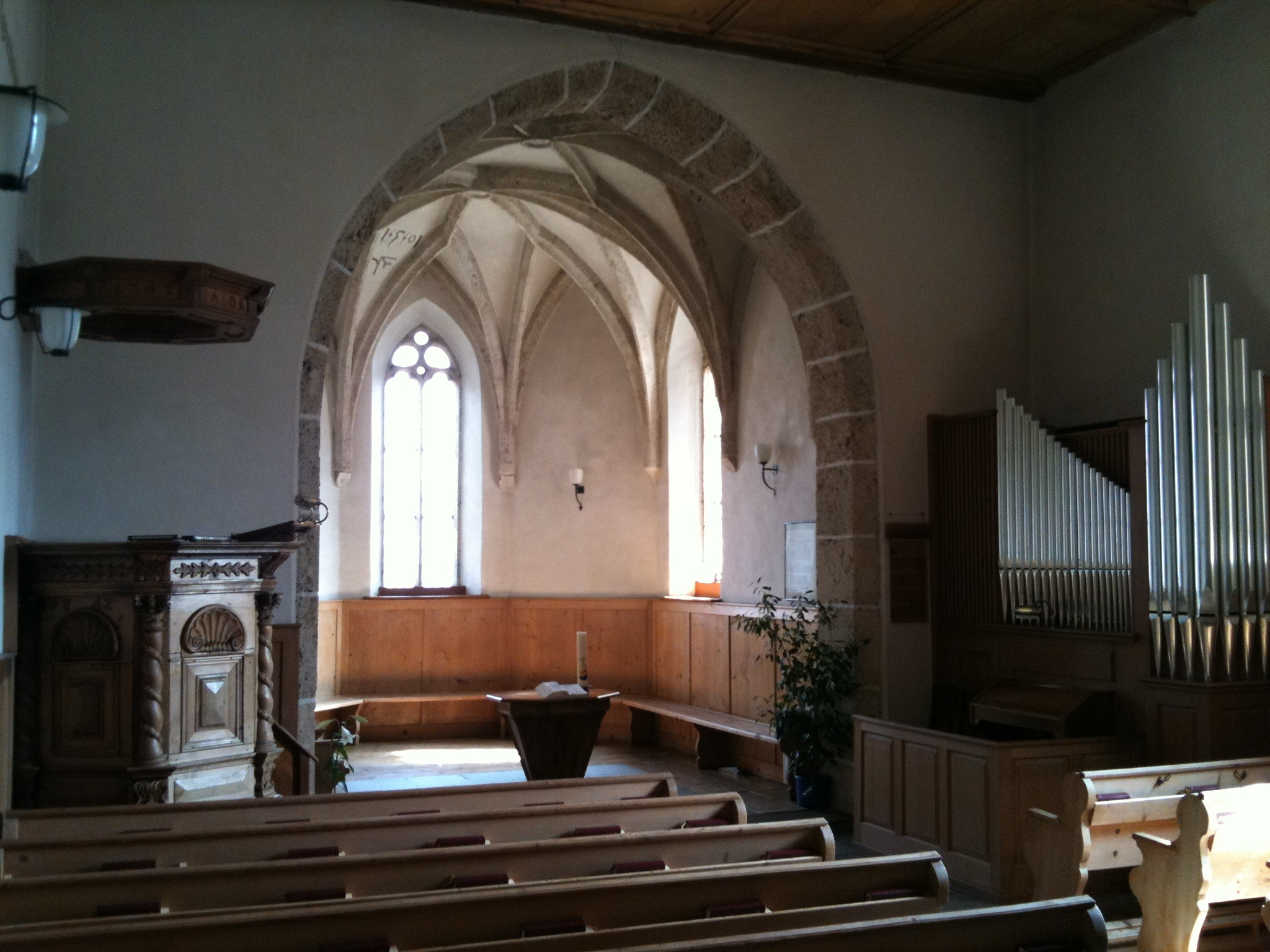
Kircheninneres

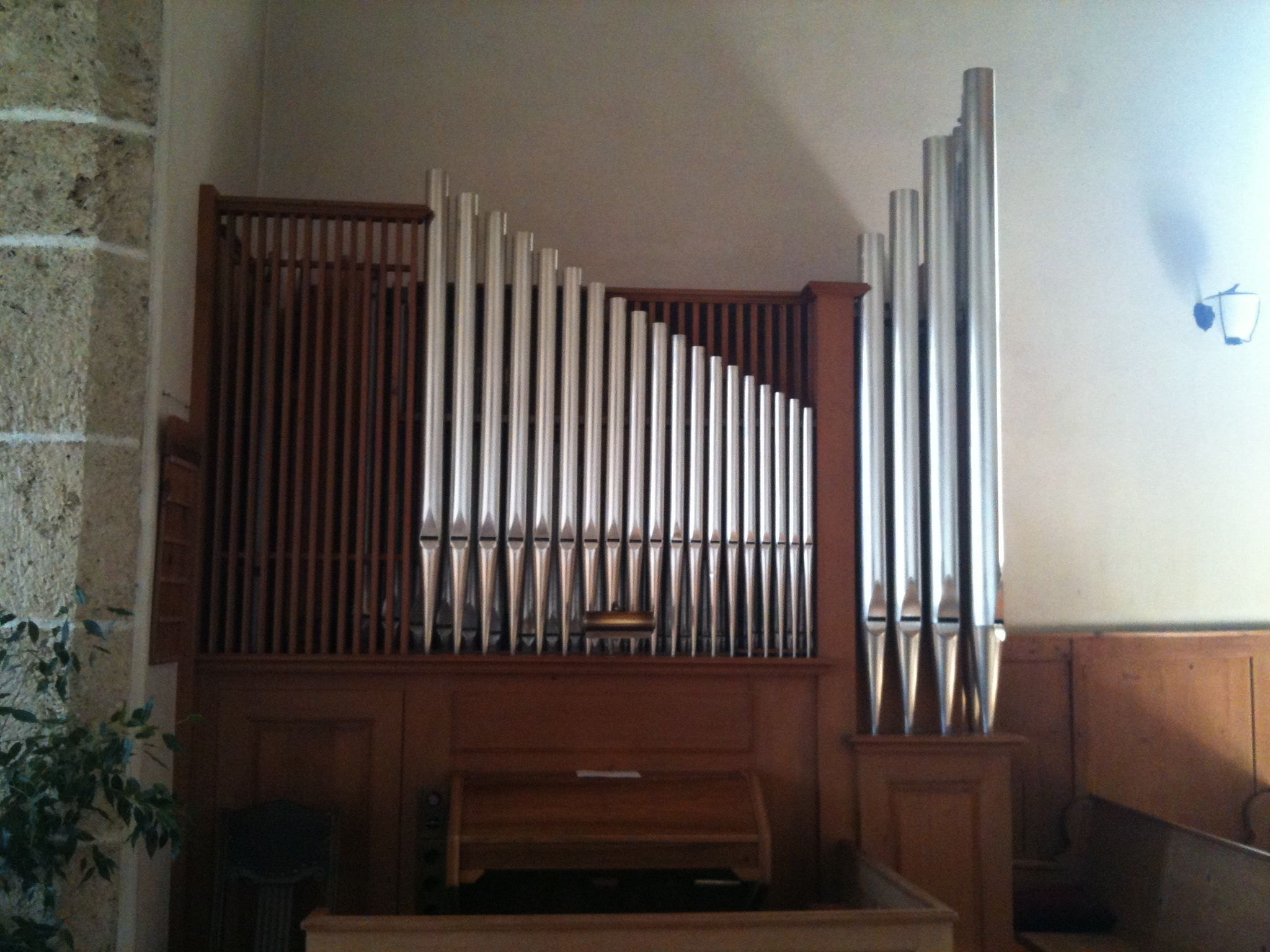
Orgel

Die reformierte Kirche in Masein am Fuss des Heinzenbergs im Domleschg ist ein evangelisch-reformiertes Gotteshaus unter dem Denkmalschutz des Kantons Graubünden.

## Geschichte und Ausstattung
Ersturkundlich bezeugt ist die Kirche 1441 unter dem Patrozinium des heiligen Florian. Im Mittelalter war sie Filialkirche von Hohenrätien. Von 1731 bis 1873 besass Masein eigene Pfarrer, davor (seit 1505) und danach wurde es von Thusis aus pastorisiert. 1525 nahm Masein die Reformation an, so dass der Sakralbau zu einer Predigtkirche wurde.
Der natursteinbelassene Kirchturm mit einer eingeschossigen Glockenstube trägt einen Spitzhelm. Das Kirchenschiff im Inneren ist mit einer Kassettendecke überzogen. Eine polygonale Kanzel mit Schalldeckel links und eine dreiprospektige Orgel rechts flankieren den Eingang zum mit einem Sterngewölbe überdeckten Chor, in dessen Mittelpunkt ein Taufstein steht, der auch als Abendmahlstisch fungiert.

## Kirchliche Organisation
Die Evangelisch-reformierte Landeskirche Graubünden führt Masein als eigenständige Kirchgemeinde, die mit Thusis in enger und mit den Heinzenberger Gemeinden und mit Cazis in loser Pastorationsgemeinschaft steht.

## Galerie

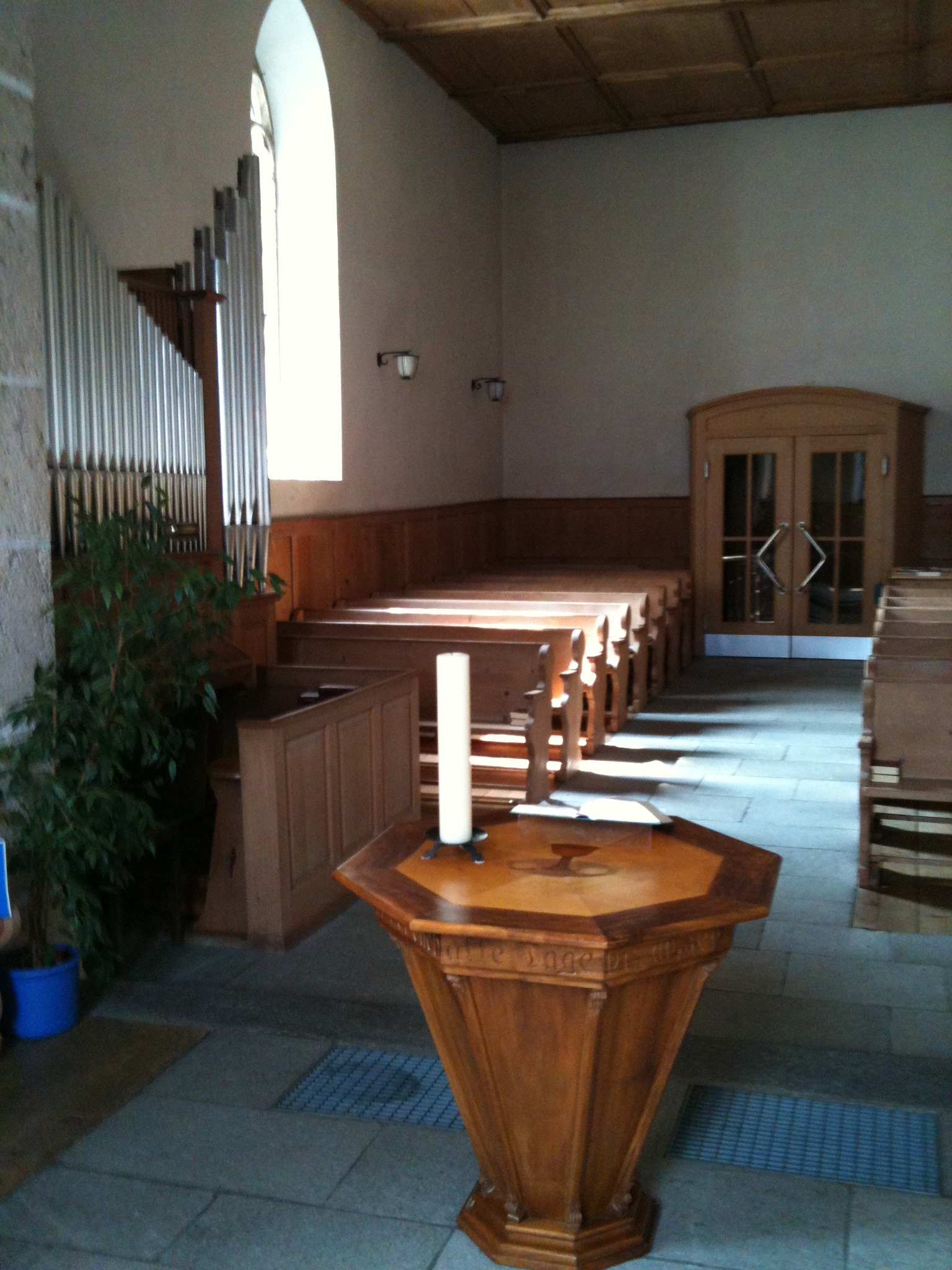
Tauftisch
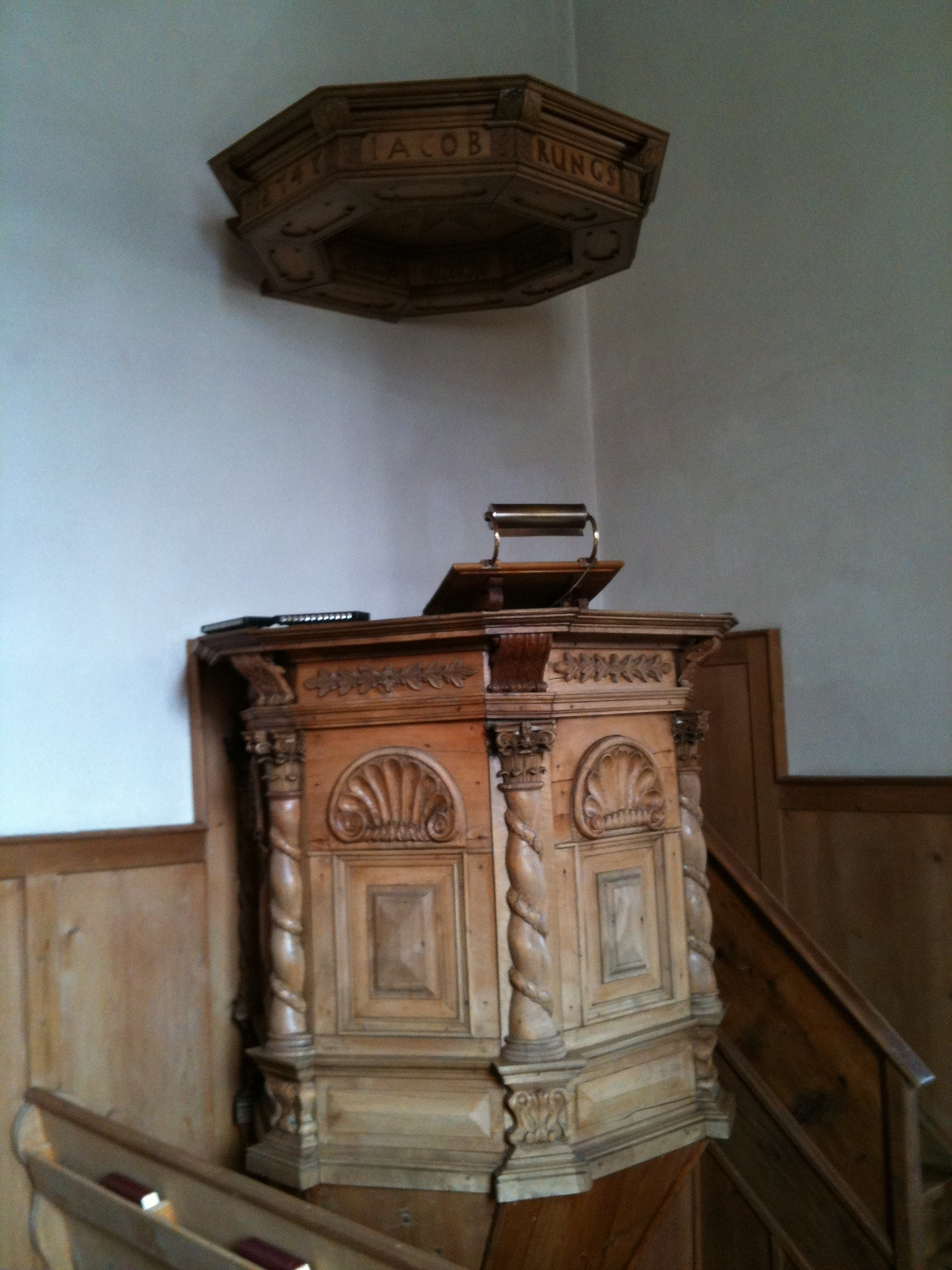
Kanzel
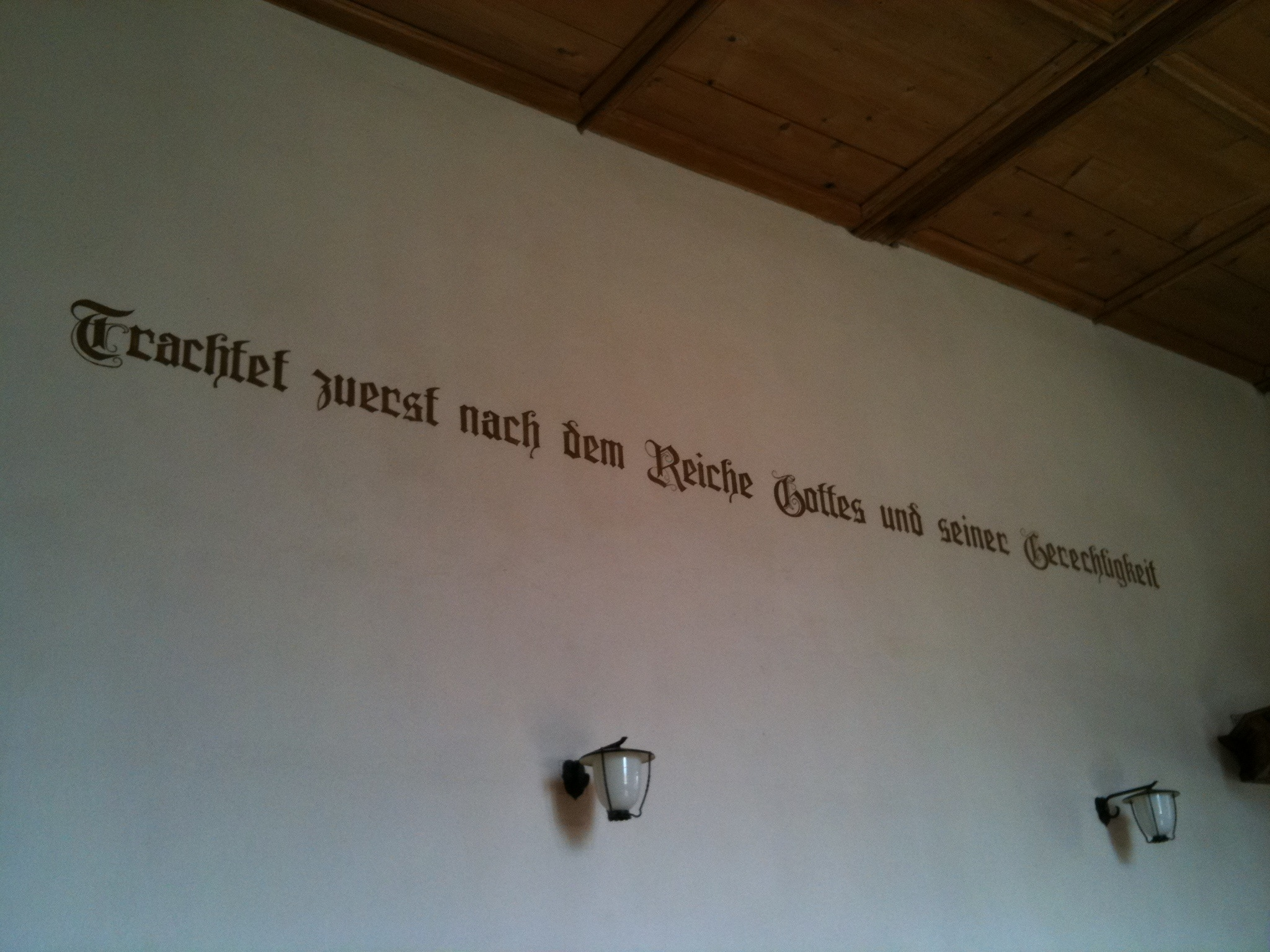
Biblischer Wandspruch